# Neurochaeta sabroskyi
Neurochaeta sabroskyi är en tvåvingeart som beskrevs av Norman E. Woodley 1982.
Neurochaeta sabroskyi ingår i släktet Neurochaeta och familjen Neurochaetidae. Artens utbredningsområde är Filippinerna. Inga underarter finns listade i Catalogue of Life.